# Idacio de Mérida
Idacio de Mérida o simplemente Idacio fue obispo de Mérida después de Florencio según lo escrito por San Sulpicio Severo en la parte final de su «Historia». Por lo que respecta a los obispos de España hay pequeñas diferencia de nombres según los diferentes ediciones pues a los que San Sulpicio llama «Idacio» e «Ithacio», en el «Chronicón de San Próspero de Aquitania» y en los escritos de San Isidoro aparecen como «Ithacio» y «Ursacio» Sin embargo Enrique Flórez se decanta en favor de los nombres que da San Sulpicio pues la repetición de los mismos nombres apoya la tesitura de Flórez. Además este autor se apoya en que en los escritos de San Jerónimo están escritos de la misma forma en la versión de «Sophronio» en griego donde se lee «Η´δατίς» e «Ιθατίς» para referirse a «Hidacii» o a «Ithacii». La conclusión es que debe tomarse como cierto el de Idacio. Es cierto que, si bien en algunas versiones vulgares de San Jerónimo aparecen los nombres de «Hylatii», «Hydiatii» o «Hilarii», Enrique Flórez asegura que debe estarse a lo que se dice en la versión más moderna de San Fabricio ya se lee en latín «Hydacii» o «Ithacii».

## Herejía de Prisciliano
Idacio asistió al Primer Concilio de Zaragoza que se celebró el año 380 y que congregó a los Obispos de Aquitania, contra los Priscilianistas y así aparece nombrado en los escritos conciliares como «Idacio» o «Ithacio». Así pues, existen varios documentos que lo llaman de esta manera, que hay que darla por válida. Por lo que se refiere a la sede episcopal que ocupó, figura en los escritos de San Sulpicio y que dice: «Ad Idacium Emeritae aetatis Sacerdotem» donde ya se corrigió «Emeritae Civitatis» en lugar de «aetatis» como pide la locución pues «Emérita» no corresponde a la edad sino a la ciudad, que se llama «Emerita».

## Concilio de Zaragoza
Hygino, o Hyginio, obispo de Córdoba, que lindaba con la iglesia de la Lusitania de Idacio con sede en Mérida, advirtió a este del carácter que estaba tomando la herejía de Prisciliano y de la que estaban inficionados varios pueblos de Galicia y Lusitania, en especial dos obispos de esta región llamados «Instancio» y «Salviano». La dureza de Idacio contra estas personas sirvió más para recrudecer las heridas que para atraerlos a la fe. Para atajar el mal que estaba produciendo la herejía 
priscilianense, Idacio e Itacio de Ossonoba convocaron el Concilio de Caesaraugusta (actual Zaragoza) en 380 (si bien otras fuentes lo sitúan unos años antes, en 378) Los padres conciliares de Zaragoza encargaron al obispo Idacio de Ossonoba el encargo de publicar los decretos del Concilio en el que se condenaron a los obispos Salviano e Instancio, ya mencionados, y a los legos «Helpydio» y «Prisciliano».

## Después del concilio
Salviano, Instancio y Prisciliano fueron a Roma para conseguir el perdón del papa que entonces era San Dámaso y al no serles concedido fueron a ver a San Ambrosio en Milán que les respondió igual que el papa por lo que recurrieron a la «Corte Imperial Romana» y convencieron a Macedonio, «Gran Maestre del Palacio» del que consiguieron un decreto para que fuesen restituidos en sus diócesis. Hubo un largo proceso de persecuciones de los obispos contra los herejes y viceversa durante el cual Idacio endureció tanto su actitud que tuvo que ser reconvenido por San Martín en la ciudad de Tréveris.
A la vista de la fogosidad de las iniciativas y acciones de los herejes, el obispo Idacio le faltaron las fuerzas para resistir lo cual aprovecharon los herejes para acusar a Idacio de perturbador de las iglesias por lo que tuvo que huir a Las Galias donde pidió refugio al «Prefecto Gregorio».